# Сонячное (Черниговская область)
Сонячное (укр. Сонячне, до 2024 года — Перше Травня) — село, расположенное на территории Нежинского района Черниговской области (Украина).
Население составляет 95 жителей (2006 год). Плотность населения — 11 875 чел/км².
Впервые упоминается в 1850 году.
Село Перше Травня находится примерно в 20 км к юго-западу от центра города Нежин. Средняя высота населённого пункта — 144 м над уровнем моря. Село находится в зоне умеренно континентального климата.
Национальный состав представлен преимущественно украинцами, конфессиональный состав — христианами.